# Dagfinn Enerly
Dagfinn Enerly, född 9 december 1972 i Oslo Norge, är en norsk före detta fotbollsspelare.

## Fotbollskarriär
Enerly spelade oftast på högerkanten. Han har spelat elitseriefotboll för IK Skeid, Moss FK, Rosenborg BK och Fredrikstad FK.

## Slutet på karriären
I sista matchen säsongen 2005, den 29 oktober, kolliderade Enerly med lagkamraten Øyvind Hoås, och bröt nacken. I januari 2006 framgick i en intervju med Dagbladet att han har börjat använda elektrisk rullstol och att han har liten rörlighet från nacken och ner. Det sas också att han kan röra armarna, men att benen inte kan röras över huvud taget.

## Utmärkelser
Dagfinn Enerly blev utsedd till årets förebild i Norge vid Idrettsgalaen 2008.